# John Barnes
John Charles Bryan Barnes MBE (sinh 7 tháng 11 năm 1963) là một cựu cầu thủ bóng đá, rapper và huấn luyện viên người Anh gốc Jamaica và Trinidad và Tobago, hiện đang làm công việc bình luận viên cho ESPN và SuperSport. Là một cầu thủ chạy cánh trái nhanh, kĩ thuật, Barnes từng có khoảng thời gian thành công tại Watford và Liverpool trong những thập niên 1980 và 1990, đồng thời có 79 lần khoác áo đội tuyển bóng đá quốc gia Anh. Năm 2006, trong một cuộc bình chọn những cầu thủ yêu thích của người hâm mộ Liverpool, Barnes xếp ở vị trí thứ năm; một năm sau đó tạp chí FourFourTwo gọi anh là cầu thủ xuất sắc nhất mọi thời đại của Liverpool.
Ban đầu sinh ra và lớn lên ở Jamaica, đồng thời là con trai của một sĩ quan quân đội từ Trinidad, Barnes chuyển tới London cùng gia đình năm anh 12 tuổi. Anh gia nhập Watford lúc 17 tuổi vào năm 1981 và trong sáu năm có 296 lần ra sân cho câu lạc bộ, ghi 85 bàn. Anh có trận ra mắt tuyển Anh năm 1983 và bốn năm sau gia nhập Liverpool với giá 900,000 £. Từ năm 1987 đến 1997 Barnes giành cúp First Division hai lần và Cúp FA hai lần cùng Liverpool, ghi 106 bàn trong 402 lần ra sân. Tính đến thời điểm Barnes ra sân lần cuối cùng cho tuyển Anh năm 1995, anh đã có 79 lần khoác áo Tam sư - một kỷ lục cho một cầu thủ người da màu. Sau hai năm cùng Newcastle United, anh kết thúc sự nghiệp thi đấu năm 1999 tại Charlton Athletic.
Barnes chuyển tới Scotland để trở thành huấn luyện của Celtic năm 1999 với cựu huấn luyện viên của Liverpool Kenny Dalglish trong vai trò giám đốc thể thao. Tuy nhiên sự nghiệp của anh tại đây không suôn sẻ và Barnes bị sa thải năm 2000. Kể từ đó anh từng huấn luyện đội tuyển bóng đá quốc gia Jamaica và câu lạc bộ của Anh Tranmere Rovers trong bốn tháng năm 2009
Trong sự nghiệp thi đấu của mình, Barnes được bầu là Cầu thủ xuất sắc nhất năm của PFA hai lần (mùa 1987-88 và 1989-90) và Cầu thủ xuất sắc nhất năm của Hiệp hội nhà báo bóng đá một lần (mùa 1987-88). Trong thời gian diễn ra chiến dịch vòng chung kết Giải bóng đá vô địch thế giới 1990, anh đã thu âm một bản rap của bài hát chính thức cho đội tuyển, "World in Motion" của New Order. Năm 2005 anh được đưa vào Ngôi đền của những huyền thoại bóng đá Anh.

## Khởi nghiệp
Barnes sinh ra tại Jamaica, là con của Roderick Kenrick "Ken" Barnes (sinh ngày 23 tháng 8 năm 1945) người Trinidad và Frances Jeanne Hill người Jamaica.. Barnes dành thời thơ ấu của mình trong căn cứ quân sự lớn nhất Jamaica, (bố anh phục vụ trong Trung đoàn Tây Ấn và sau đó là Lực lượng quốc phòng Jamaica sau khi Jamaica độc lập) nơi ông sẽ chơi bóng và sống một cách có kỉ luật. Cha anh rất quan tâm đến thể thao và là chủ tịch của Hiệp hội bơi nghiệp dư Jamaica và sau đó thành lập đội tuyển xe trượt đầu tiên của Jamaica. Ông còn là một người hâm mộ lớn của môn bóng quần và bóng đá, là người khuyến khích con trai mình theo đuổi thể thao, đã đặt tên anh theo cầu thủ huyền thoại bóng đá người xứ Wales John Charles. Ken Barnes, người được thăng chức Đại tá năm 1973, được bổ nhiệm làm cố vấn quốc phòng đến Sĩ quan cấp cao của Jamaica, London (1976-1981) và Barnes chuyển đến London cùng gia đình anh vào tháng 1 năm 1976 khi anh mới 12 tuổi. Cậu thiếu niên trẻ đã tham gia chơi rugby ở Trường chuyên St Marylebone sau thời gian ngắn ở Trường Haverstock, Camden Town. Trong lúc ở trường cậu còn chơi bốn năm bóng đá trẻ tại câu lạc bộ Stowe Boys ở Paddington.

## Sự nghiệp cầu thủ

### Watford
Barnes được Watford chú ý khi đang chơi cho câu lạc bộ Middlesex League Sudbury Court. Sau trận đấu thử việc thành công trong đội hình dự bị của Watford, Barnes được ký hợp đồng ngày 14 tháng 7 năm 1981 với mức phí một bộ quần áo thi đấu. Barnes có trận ra mắt đội năm 17 tuổi khi vào sân thay người ngày 5 tháng 9 năm 1981 trong trận hòa 1-1 với Oldham Athletic ở giải Football League Second Division tại Vicarage Road. Huấn luyện viên câu lạc bộ lúc đó là Graham Taylor và Watford chỉ còn tám tháng để hoàn tất đà thăng tiến từ Fourth lên First Division trong sáu năm.

### Liverpool
Barnes rời Watford vào ngày 9 tháng 6 năm 1987 với mức phí 900,000 £ để gia nhập Liverpool của Kenny Dalglish, sau 233 lần ra sân trong màu áo Bầy ong và ghi 65 bàn. Anh gia nhập cùng lúc với người đồng hương người Anh Peter Beardsley và kết hợp cùng những bản hợp đồng mới John Aldridge và Ray Houghton để tạo nên một trong những hàng tấn công đáng sợ nhất trong lịch sử Liverpool, được hoàn tất một năm sau đó khi Ian Rush tái ký hợp đồng với The Kop. Chỉ ngay trước khi Barnes rời Watford, huấn luyện viên trưởng Graham Taylor đã rời khỏi Aston Villa để bị thay thế bởi Dave Bassett, người cũng tự từ chức vì để mất Barnes vào tay một đội bóng lớn hơn. Ông đề nghị Alex Ferguson cơ hội để ký hợp đồng với Barnes cho Manchester United, nhưng Ferguson đã từ chối cơ hội này vì ông vẫn đặt niềm tin vào cầu thủ chạy cánh Jesper Olsen của United. Điều này được tiết lộ trong cuốn tự truyện Managing My Life của Ferguson năm 1999. Kể từ đó Ferguson luôn bày tỏ sự hối tiếc vì không ký hợp đồng với Barnes.
Barnes có trận ra mắt cho The Kop bên cạnh Beardsley vào ngày 15 tháng 8 năm 1987 trong trận thắng 2-1 trước Arsenal tại Highbury. Trong 9 phút anh và Beardsley cùng kết hợp để kiến tạo cho Aldridge một bàn thắng. Pha lập công đầu tiên của Barnes đến vào ngày 12 tháng 9 khi Quỷ đỏ đánh bại Oxford United 2-0 tại Anfield. Sau thảm họa Hillsborough cướp đi sinh mạng của 96 cổ động viên Liverpool, Barnes đã tham dự nhiều đám tang và ghé thăm những nạn nhân bị thương trong bệnh viện. Anh còn rút khỏi một trận giao hữu quốc tế của tuyển Anh để hoàn thành những nghĩa vụ cộng đồng này.

### Newcastle United
Barnes đã được cựu đồng đội và huấn luyện viên Kenny Dalglish, người đang dẫn dắt Newcastle United thu nạp, mặc dù đã có sự tiếp cận từ Harry Redknapp của West Ham; anh đã đạt thỏa thuận để gia nhập đội bóng này cho đến phút cuối cùng Dalglish gọi anh và Barnes ngay lập tức đổi ý. Trong mùa 1997-98 Barnes chủ yếu chơi hỗ trợ, thay thế Alan Shearer sau khi cầu thủ này bị dính chấn thương trong gần hết mùa giải, và Barnes đã kết thúc ở vị thế vua phá lưới của Newcastle, làm nổi bật lên khả năng săn bàn yếu kém của Magpie trong lúc thiếu vắng cả Shearer và Ferdinand. Cựu cầu thủ đồng nghiệp Ian Rush và cựu đồng nghiệp ở tuyển Anh Stuart Pearce là những cái tên dự phòng trong khoảng thời gian này. Kể từ khi Pearce tuyên bố trong cuốn tự truyện của mình là "Psycho", rằng anh thấy Barnes bị thừa cân bởi thời gian gia nhập Newcastle và rằng cả Barnes và Rush đều có ít tham vọng hơn chính bản thân mình để giành chiến thắng tại giai đoạn đó trong sự nghiệp của họ khi họ đã có thể giành được mọi thứ; và rằng họ đã có thể có nhiều tính vượt trội hơn so với họ.

### Charlton Athletic
Barnes có trận ra mắt cho Chalton vào ngày 13 tháng 2 năm 1999 khi vào sân thay người trong chiến thắng 1-0 sân nhà trước Liverpool. Anh có hơn 11 lần ra sân mùa đó nhưng hầu hết đều từ ghế dự bị và không ghi bất cứ bàn thắng nào. Thất bại trong ngày cuối cùng của mùa đã đẩy the Addicks trở lại Division One (giải Hạng nhất), và Barnes cũng tuyên bố giã từ sự nghiệp sân cỏ sau 20 năm.

## Sự nghiệp quốc tế
Mặc dù sinh ra ở Jamaica, Barnes không có ý định đại diện cho Jamaica ở cấp độ quốc tế bởi "Reggae Boyz chưa làm nên danh tiếng đáng chú ý nào trên nền bóng đá thế giới và anh đã sẵn sàng để đến sân khấu lớn nhất của trò chơi".
Tại thời điểm sự nghiệp quốc tế của Barnes, tiêu chuẩn đủ tư cách đội tuyển quốc gia của FIFA cho phép những người giữ hộ chiếu quốc tịch Anh được đại diện cho bóng đá Anh nếu họ không có quan hệ huyết thống nào với Anh quốc. Năm 1983 trong khi vẫn còn là cầu thủ Watford, Barnes được Hiệp hội bóng đá Scotland tiếp cận với mong muốn anh đại diện cho Scotland. Barnes đã dự định đại diện cho tuyển Anh nơi anh từng sống từ năm 12 tuổi. Barnes nói: "lý do duy nhất tôi chơi cho tuyển Anh bởi họ là những người đầu tiên yêu cầu... nếu Scotland yêu cầu [đầu tiên]... Bạn nên đến và chơi cho Scotland."
Barnes có trận ra mắt tuyển Anh dưới thời Bobby Robson ngày 28 tháng 5 năm 1983 khi anh vào sân thay thế người đồng đội ở Watford Luther Blissett khi tuyển Anh hòa 0-0 với Bắc Ireland trong một trận đấu tại giải British Championship ở Windsor Park, Belfast. Anh và Blissett nằm trong số những cầu thủ da màu đầu tiên được đại diện cho tuyển Anh. Ngày 10 tháng 6 năm 1984 Barnes lập công vào lưới Brazil khi anh bứt tốc và vượt qua vài hậu vệ Brazil trước khi đi vòng qua Roberto Costa và bấm bóng vào lưới trống trong một trận giao hữu tại sân vận động Estádio do Maracanã ở Rio de Janeiro. Bàn thắng không chỉ đưa anh nổi tiếng toàn cầu mà còn tạo ra cảm giác kỳ vọng nặng nề.

## Sự nghiệp huấn luyện

### Celtic
Trong phong cách di chuyển "một tấm vé mơ ước", Barnes được bổ nhiệm làm huấn luyện viên trưởng Celtic cho mùa 1999-2000, làm việc cùng Kenny Dalglish giữ vai trò là giám đốc điều hành. Sau đợt bổ nhiệm ông đính chính bản thân là một cầu thủ nhưng chưa bao giờ chơi một trận đấu mang tính cạnh tranh cho Celtic. Tuy nhiên cuộc hẹn mang đầy tính quảng cáo đã không thành công, bao gồm cú sốc thất bại Cúp Scotland dưới tay Inverness Caledonian Thistle vào tháng 2 (trong đó sinh ra tiêu đề nổi tiếng từ tờ The Sun: "Siêu Caley càng bắn đạn, Celtic càng trở nên tồi tệ"). Không lâu sau đó Barnes bị sa thải, còn Dalglish tiếp quản đội một cho đến cuối mùa giải. Mặc dù Dalglish đoạt chức vô địch League Cup trong thời gian này, ông vẫn không được gia hạn hợp đồng và ban lãnh đạo quyết định thay thế ông bằng Martin O'Neill.

### Jamaica
Barnes tiến đến những cuộc thảo luận với Liên đoàn bóng đá Jamaica vào tháng 2 năm 2008 về khả năng ông sẽ dẫn dắt đội tuyển bóng đá quốc gia nước này. Ngày 16 tháng 9 năm 2008, Barnes được bổ nhiệm làm huấn luyện viên trưởng Jamaica trong khi Mike Commane làm trợ lý. Ông dẫn dắt nhiệm vụ Jamaica mới của mình tới vị trí thứ năm trong Caribbean Championships 2008, vượt qua vòng loại với vị trí dẫn đầu Caribbean tại Cúp vàng CONCACAF 2009.

### Tranmere Rovers
Barnes chính thức trở thành huấn luyện viên trưởng Tranmere Rovers ngày 15 tháng 6 năm 2009 với Jason McAteer làm trợ lý cho ông. Ông có một khởi đầu tồi tệ khi Tranmere chỉ thắng ba trong mười bốn trận đầu tiên của họ. Trong thời gian ở Tranmere bị gọi là "Dumb and Dumber" (Kẻ ngốc và ngốc hơn) bởi những cầu thủ Tranmere. Ngày 9 tháng 10 năm 2009, Barnes bị câu lạc bộ sa thải sau thất bại muối mặt 5-0 tại Millwall và thành tích vỏn vẹn hai chiến thắng trong mười bảy trận tại giải đấu. Từ đó ông chỉ làm huấn luyện viên trưởng của đội tuyển bóng đá quốc gia Rwandan cùng Stephen Garside làm huấn luyện viên đội trẻ.

## Giải thưởng
Những người hâm mộ Liverpool tôn thờ "Digger" (ông được đặt biệt danh theo tên nhân vật Digger Barnes trong vở kịch opera quảng cáo Dallas) được nhấn mạnh khi ông kết thúc ở vị trí thứ năm trong cuộc bầu chọn 100 cầu thủ vĩ đại nhất của The Kop được tiến hành bởi trang chủ câu lạc bộ bóng đá Liverpool vào mùa hè năm 2006. Hơn 1,000 người hâm mộ trên toàn thế giới bình chọn cho 10 cầu thủ yêu thích mọi thời đại của họ, Barnes đứng ở vị trí thứ năm sau Robbie Fowler (4), Ian Rush (3), Steven Gerrard (2) và người từng ký hợp đồng với ông ba lần (cùng Liverpool, Newcastle và Celtic) Kenny Dalglish (1).

## Thống kê sự nghiệp

### Cầu thủ
| Màn trình diễn ở câu lạc bộ | Màn trình diễn ở câu lạc bộ | Màn trình diễn ở câu lạc bộ | Vô địch quốc gia | Vô địch quốc gia | Cúp    | Cúp       | League Cup | League Cup | Liên lục địa | Liên lục địa | Tổng cộng | Tổng cộng |
| Mùa                         | Câu lạc bộ                  | Hạng đấu                    | Ra sân           | Bàn thắng        | Ra sân | Bàn thắng | Ra sân     | Bàn thắng  | Ra sân       | Bàn thắng    | Ra sân    | Bàn thắng |
| Anh                         | Anh                         | Anh                         | Giải vô địch     | Giải vô địch     | Cúp FA | Cúp FA    | League Cup | League Cup | Châu Âu      | Châu Âu      | Tổng cộng | Tổng cộng |
| --------------------------- | --------------------------- | --------------------------- | ---------------- | ---------------- | ------ | --------- | ---------- | ---------- | ------------ | ------------ | --------- | --------- |
| 1981–82                     | Watford                     | Second Division             | 36               | 13               | 3      | 0         | 5          | 1          | 0            | 0            | 44        | 14        |
| 1982–83                     | Watford                     | First Division              | 42               | 10               | 4      | 1         | 3          | 0          | 4            | 2            | 53        | 13        |
| 1983–84                     | Watford                     | First Division              | 39               | 11               | 7      | 4         | 2          | 1          | 6            | 0            | 54        | 16        |
| 1984–85                     | Watford                     | First Division              | 40               | 12               | 2      | 0         | 5          | 3          | 0            | 0            | 47        | 15        |
| 1985–86                     | Watford                     | First Division              | 39               | 9                | 8      | 3         | 3          | 1          | 0            | 0            | 50        | 13        |
| 1986–87                     | Watford                     | First Division              | 37               | 10               | 7      | 3         | 3          | 1          | 1            | 0            | 48        | 14        |
| 1987–88                     | Liverpool                   | First Division              | 38               | 15               | 7      | 2         | 3          | 0          | 0            | 0            | 48        | 17        |
| 1988–89                     | Liverpool                   | First Division              | 33               | 8                | 6      | 3         | 3          | 2          | 0            | 0            | 42        | 13        |
| 1989–90                     | Liverpool                   | First Division              | 34               | 22               | 8      | 5         | 2          | 1          | 0            | 0            | 44        | 28        |
| 1990–91                     | Liverpool                   | First Division              | 35               | 16               | 7      | 1         | 2          | 0          | 0            | 0            | 44        | 17        |
| 1991–92                     | Liverpool                   | First Division              | 12               | 1                | 4      | 3         | 0          | 0          | 1            | 0            | 17        | 4         |
| 1992–93                     | Liverpool                   | FA Premier League           | 27               | 5                | 2      | 0         | 2          | 0          | 0            | 0            | 31        | 5         |
| 1993–94                     | Liverpool                   | FA Premier League           | 26               | 3                | 2      | 0         | 2          | 0          | 0            | 0            | 30        | 3         |
| 1994–95                     | Liverpool                   | FA Premier League           | 38               | 7                | 6      | 2         | 6          | 0          | 0            | 0            | 50        | 9         |
| 1995–96                     | Liverpool                   | FA Premier League           | 36               | 3                | 7      | 0         | 3          | 0          | 4            | 0            | 50        | 3         |
| 1996–97                     | Liverpool                   | FA Premier League           | 35               | 4                | 2      | 0         | 3          | 0          | 7            | 3            | 47        | 7         |
| 1997–98                     | Newcastle United            | FA Premier League           | 26               | 6                | 5      | 0         | 3          | 0          | 5            | 1            | 39        | 7         |
| 1998–99                     | Newcastle United            | FA Premier League           | 1                | 0                | 0      | 0         | 0          | 0          | 0            | 0            | 1         | 0         |
| 1998–99                     | Charlton Athletic           | FA Premier League           | 12               | 0                | 0      | 0         | 0          | 0          | 0            | 0            | 12        | 0         |
| 1999–2000                   | Celtic                      | Scottish Premier League     | 0                | 0                | 0      | 0         | 0          | 0          | 0            | 0            | 0         | 0         |
| Tổng cộng                   | Tuyển Anh                   | Tuyển Anh                   | 586              | 155              | 87     | 27        | 50         | 10         | 28           | 6            | 781       | 198       |
| Tổng cộng sự nghiệp         | Tổng cộng sự nghiệp         | Tổng cộng sự nghiệp         | 586              | 155              | 87     | 27        | 50         | 10         | 28           | 6            | 781       | 198       |

### Huấn luyện viên
Tính đến 6 tháng 9 năm 2009.
| Đội tuyển       | Quốc gia | Từ                  | Đến                 | Số trận | Thắng | Hòa | Thua | Tỉ lệ thắng |
| --------------- | -------- | ------------------- | ------------------- | ------- | ----- | --- | ---- | ----------- |
| Celtic          | Scotland | 10 tháng 6 năm 1999 | 10 tháng 2 năm 2000 | 29      | 19    | 2   | 8    | 65.5%       |
| Jamaica         | Jamaica  | 16 tháng 9 năm 2008 | 15 tháng 6 năm 2009 | 11      | 7     | 4   | 0    | 63.6%       |
| Tranmere Rovers | Anh      | 15 tháng 6 năm 2009 | 9 tháng 10 năm 2009 | 12      | 3     | 1   | 8    | 25%         |

### Bàn thắng quốc tế
Bàn thắng và kết quả đều liệt kê bàn thắng của tuyển Anh đầu tiên.
| #    | Ngày                 | Địa điểm                                          | Đối thủ    | Kết quả | Giải đấu                      | Số bàn |
| ---- | -------------------- | ------------------------------------------------- | ---------- | ------- | ----------------------------- | ------ |
| 1    | 10 tháng 6 năm 1984  | Sân vận động Maracanã, Rio de Janeiro, Brazil     | Brasil     | 2–0     | Giao hữu                      | 1      |
| 2, 3 | 14 tháng 11 năm 1984 | Sân vận động Besiktas Inonu, Istanbul, Thổ Nhĩ Kỳ | Thổ Nhĩ Kỳ | 8–0     | Vòng loại FIFA World Cup 1986 | 2      |
| 4, 5 | 14 tháng 10 năm 1987 | Sân vận động Wembley, Luân Đôn, Anh               | Thổ Nhĩ Kỳ | 8–0     | Vòng loại UEFA Euro 1988      | 2      |
| 6    | 11 tháng 11 năm 1987 | Sân vận động Red Star, Belgrade, Nam Tư           | Nam Tư     | 4–1     | Vòng loại UEFA Euro 1988      | 1      |
| 7    | 8 tháng 2 năm 1989   | Sân vận động Olympic, Athens, Hy Lạp              | Hy Lạp     | 2–1     | Giao hữu                      | 1      |
| 8    | 8 tháng 3 năm 1989   | Sân vận động Qemal Stafa, Tirana, Albania         | Albania    | 2-0     | Vòng loại FIFA World Cup 1990 | 1      |
| 9    | 3 tháng 6 năm 1989   | Sân vận động Wembley, Luân Đôn, Anh               | Ba Lan     | 3–0     | Vòng loại FIFA World Cup 1990 | 1      |
| 10   | 22 tháng 5 năm 1990  | Sân vận động Wembley, Luân Đôn, Anh               | Uruguay    | 1-2     | Giao hữu                      | 1      |
| 11   | 28 tháng 4 năm 1993  | Sân vận động Wembley, Luân Đôn, Anh               | Hà Lan     | 2–2     | Vòng loại FIFA World Cup 1994 | 1      |